# Aciagrion fasciculare
Aciagrion fasciculare là một loài chuồn chuồn kim trong họ Coenagrionidae.
Loài này được xếp vào nhóm loài nguy cấp trong sách Đỏ của IUCN năm 2007.
Aciagrion fasciculare được Lieftinck miêu tả khoa học năm 1934.